# Malcolm Cowley

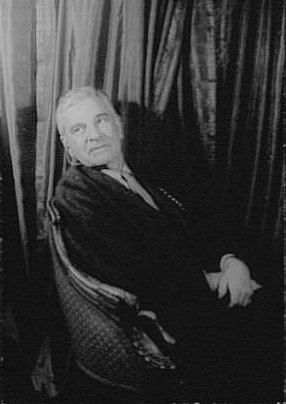
Malcolm Cowley 1963, Fotografie von Carl van Vechten

Malcolm Cowley (geboren am 24. August 1898 in Belsano, Pennsylvania; gestorben am 27. März 1989 in New Milford, Connecticut) war ein amerikanischer Schriftsteller und Publizist. Bekannt wurde er als Chronist der amerikanischen Moderne, insbesondere als Autor von Exile’s Return (1934), einer ernüchterten Bestandsaufnahme der Befindlichkeit der „Lost Generation“ nach ihrer Rückkehr aus Europa.

## Leben
Cowley besuchte ab 1915 die Harvard-Universität, wo er unter anderem Vorlesungen der Dichterin Amy Lowell besuchte. Beim Kriegseintritt der USA in den Ersten Weltkrieg im Jahr 1917 unterbrach er sein Studium und trat in die Dienste des American Field Service ein; er wurde in Frankreich als Ambulanzfahrer eingesetzt. Während dieser Zeit schrieb er Kriegsberichte für die Pittsburgh Gazette. 1918 kehrte er zurück und heiratete die Künstlerin Peggy Baird. 1920 schloss er sein Studium in Harvard ab und siedelte wieder nach Frankreich über, wo er in Montpellier sein Studium fortsetzte. In Europa schloss Cowley Freundschaft mit anderen amerikanischen expatriates, darunter die Literaturgrößen der Zeit wie Gertrude Stein, Ernest Hemingway, Ezra Pound und T. S. Eliot. 1923 ließ er sich im New Yorker Greenwich Village nieder und wurde so nicht nur zu einem Zeugen der Pariser Lost Generation, sondern auch des New Yorker Jazz Age. Zu dieser Zeit verband ihn insbesondere zum Dichter Hart Crane eine enge Freundschaft. Er schlug sich unter anderem mit Buchbesprechungen für die Zeitschrift The Dial durch; 1929 erschien sein erster Gedichtband. 1931 wurde Cowleys Ehe geschieden, seine Ex-Frau lebte fortan mit Hart Crane in wilder Ehe, bis dieser im April 1932 Suizid beging. Cowley heiratete kurz darauf in zweiter Ehe Muriel Maurer.
1929–44 war er Mitherausgeber der Zeitschrift The New Republic, einem der einflussreichsten Blätter der amerikanischen Linken. Wie viele amerikanische Intellektuelle der Zeit nahm er in den 30er Jahren regen Anteil am politischen Leben und wurde unter dem Einfluss von Theodore Dreiser zunehmend radikal; 1935 war er Gründungsmitglied des linken Schriftstellerverbandes League of American Writers, aus der er 1940 wegen derer nunmehr kommunistischen Ausrichtung jedoch wieder austrat. 1937 verteidigte Cowley in The New Republic die Moskauer Prozesse.
Während des Zweiten Weltkrieges wurde Cowley 1941 Stellvertreter Archibald MacLeishs im Office of Facts and Figures, einer Behörde der Regierung Roosevelt. Durch die Intervention J. Edgar Hoovers und rechter Journalisten wurde er jedoch bereits nach einem Jahr wegen seiner politischen Ansichten entlassen. 1949 wurden sie wiederum zum Thema gemacht, als er im Alger-Hiss-Prozess aussagte und dem Hauptbelastungszeugen Whittaker Chambers widersprach.
In den 1950er Jahren wurde Cowley ein Mitarbeiter des Verlags Viking Press, für den er Werkausgaben amerikanischer Klassiker edierte.

## Mitgliedschaften
- 1949: Wahl in die American Academy of Arts and Letters[2]
- 1963: Wahl in die American Academy of Arts and Sciences

## Auszeichnungen
- 1980: National Book Award (Kategorie Autobiography Paperback) für And I Worked at the Writer’s Trade[3]

## Werke (Auswahl)
- Blue Juniata. Gedichte. 1929
- The Lost Generation. 1931
- Exile’s Return. A Literary Odyssey of the 1920's. W.W. Norton, New York 1934
- After the Genteel Tradition. 1937
- A Dry Season. New Directions, Norfolk, Connecticut 1941
- The Literary Situation. 1954
  - Deutsche Ausgabe: Literatur in Amerika. Eine Darstellung der literarischen Situation in den Vereinigten Staaten. Aus dem amerikanischen Englisch übersetzt von Eckart Kroneberg. Walter, Olten und Freiburg im Breisgau 1963
- Writers at Work. The Paris Review Interviews. The Viking Press, New York 1958
  - Deutsche Ausgabe: Wie sie schreiben. Sechzehn Interviews. Herausgegeben und eingeleitet von Malcolm Cowley. Aus dem amerikanischen Englisch übersetzt von Wilhelm Borgers und Günther Steinbrinker. Rowohlt, Reinbek bei Hamburg 1963
- Think Back on Us. 1967
- A Many-Windowed House. 1970
- Second Flowering. 1973
- The View from 80. 1976
- Donald W. Faulkner (Hrsg.): The Portable Malcolm Cowley. Viking, New York 1990, ISBN 014015101X.

## Briefwechsel
- The Faulkner–Cowley File: Letters and Memories, 1944–1962. Viking, New York 1965, ISBN 9781399627993.
- Thomas Daniel Young (Hrsg.): Conversations with Malcolm Cowley. University Press of Mississippi, Jackson 1986, ISBN 0878052909.
- Paul Jay: The Selected Correspondence of Kenneth Burke and Malcolm Cowley, 1915-1981. Viking, New York 1988, ISBN 0670813362.
- Hans Bak (Hrsg.): The Long Voyage: Selected Letters of Malcolm Cowley, 1915-1987. Harvard University Press, Cambridge, Mass. 2014, ISBN 9780674051065.